# Rio Água Diogo Pena
O Rio Água Diogo Pena é um curso de água do arquipélago de São Tomé e Príncipe, localizado no distrito de Caué, ilha de São Tomé. Este curso de água é afluente do Rio Quija.